# Маунт-Плезант (округ Грін, Вісконсин)
Маунт-Плезант (англ. Mount Pleasant) — місто (англ. town) в США, в окрузі Ґрін штату Вісконсин. Населення — 619 осіб (2020).

## Демографія
Згідно з переписом 2010 року, у місті мешкало 598 осіб у 237 домогосподарствах у складі 177 родин. Було 245 помешкань
Расовий склад населення:
| - 98,2 % — білих - 0,7 % — азіатів - 0,2 % — корінних американців - 0,2 % — чорних або афроамериканців |

До двох чи більше рас належало 0,5 %. Частка іспаномовних становила 1,0 % від усіх жителів.
За віковим діапазоном населення розподілялося таким чином: 22,7 % — особи молодші 18 років, 64,4 % — особи у віці 18—64 років, 12,9 % — особи у віці 65 років та старші. Медіана віку мешканця становила 45,0 року. На 100 осіб жіночої статі у місті припадало 124,0 чоловіків;  на 100 жінок у віці від 18 років та старших — 126,5 чоловіків також старших 18 років.
Середній дохід на одне домашнє господарство  становив 84 340 доларів США (медіана — 68 854), а середній дохід на одну сім'ю — 96 876 доларів (медіана — 77 500). Медіана доходів становила 47 708 доларів для чоловіків та 47 083 долари для жінок. За межею бідності перебувало 3,8 % осіб, у тому числі 7,3 % дітей у віці до 18 років та 4,1 % осіб у віці 65 років та старших.
Цивільне працевлаштоване населення становило 342 особи. Основні галузі зайнятості: освіта, охорона здоров'я та соціальна допомога — 18,1 %, будівництво — 15,2 %, виробництво — 14,0 %, сільське господарство, лісництво, риболовля — 13,7 %.